# Venuše (mytologie)
Venuše (latinsky Venus) je římská bohyně smyslnosti, krásy a lásky. Později byla ztotožňována s řeckou bohyní Afroditou. V římské mytologii představovala Venuše zrozená z pěny matku Aenea, bájného zakladatele římského národa. Tato postava z římské (zároveň i z řecké) mytologie inspirovala velkou řadu umělců. V současnosti je bohyně Venuše uctívána v rámci římského rekonstrukcionalismu.[zdroj?]

## Původ
Římská bohyně krásy a lásky Venuše – její původ je odvozován od staroitalské bohyně jara a oživení přírody. Na její proměnu v bohyni lásky a krásy měl nejspíše vliv řecký kult Afrodíty provozovaný v jižní Itálii. Jak přesně došlo k proměně z bohyně jara a přírody na bohyni lásky, to nebylo jasné ani samotným Římanům. V otázce původu Afrodíty nebyly řecké mýty jednotné, za to původ římské Venuše je deklarován jednoznačně: jejím otcem je bůh nebe Caelus. Caelus – řecký Úranos (vládce nad světem po prvotním Chaosu) – byl převzat Římany od Řeků. Podle Římanů byl Caelus synem boha Aethera – podle Řeků byl Úranos synem matky země Gaie, ta jej porodila sama ze sebe, tedy bez otce. Římané Caela pokládali za otce nejen bohyně Venuše, ale i boha Saturn ( řeckého Krona).

## Mytologie
Řecká bohyně Afrodíta, kterou si Římané přisvojili a nazvali ji Venuše, má původ v maloasijském náboženství a pochází pravděpodobně ze syrskofoinické bohyně Astarty. Astarta je odvozována od asyrsko-babylonské bohyně lásky Ištar. Řekové ji převzali už v nejstarších dobách. Do Řecka pronikla asi přes ostrovy Krétu a Kythéru, kde byl její kult nejsilnější. Byli jí zasvěceny myrta, růže, jablko, mák, holubice, delfín, vlaštovka a lípa. Své bohyni postavili Řekové velkolepé chrámy nejen na Knidu, Pafu, Korinthu, Alabandě, Kóu, ale i jinde. Z řeckých osad se pak kult Afrodíty rozšířil do Říma, kde byla ztotožněna se staroitalskou bohyní jara, a jako Venuše uctívána podobně jako v Řecku Afrodíta.

## Uctívání
Obzvláštní úctě se Venuše těšila za vlády Caesara a Augusta. Pocházeli z rodu Juliů a ti odvozovali svůj původ od Venuše. Podle pověsti byl zakladatelem tohoto rodu Iulus neboli Ascanius. Ascanius měl být synem vůdce trojských přistěhovalů do Itálie Aenea a vnukem bohyně Venuše a dardanského krále Anchísa. Venuše měla na Juliově fóru v Římě svůj chrám. Ten jí dal vystavět Caesar roku 48 př. n. l. jako Venuši Roditelce. Několik sloupů se z něj dochovalo dodnes. Poblíž Kolosea měla společný chrám s bohyní Romou. Tento společný chrám, dvojchrám, tedy vlastně dva chrámy pod společnou střechou byl největším chrámem na území antického Říma. Jeho míry byly: 110 m x 53 m. Tento svatostánek nechal vystavět císař Hadriánus, jenž ho v roce 121 n. l. osobně vysvětil. Do jeho pozůstatků je zčásti vestavěn chrám Santa Francesca Romana ze 12. století.

## Venuše v umění

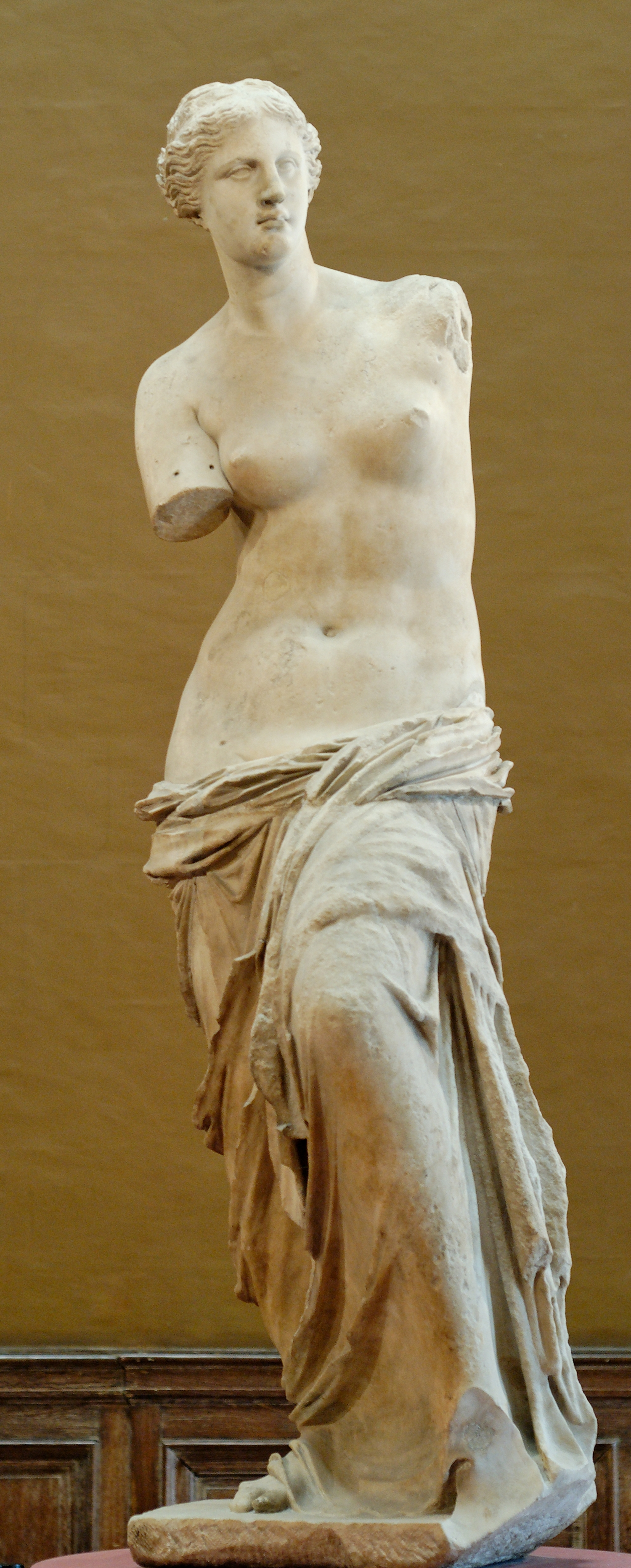
Venuše Mélská
Zrození Venuše od Botticelliho
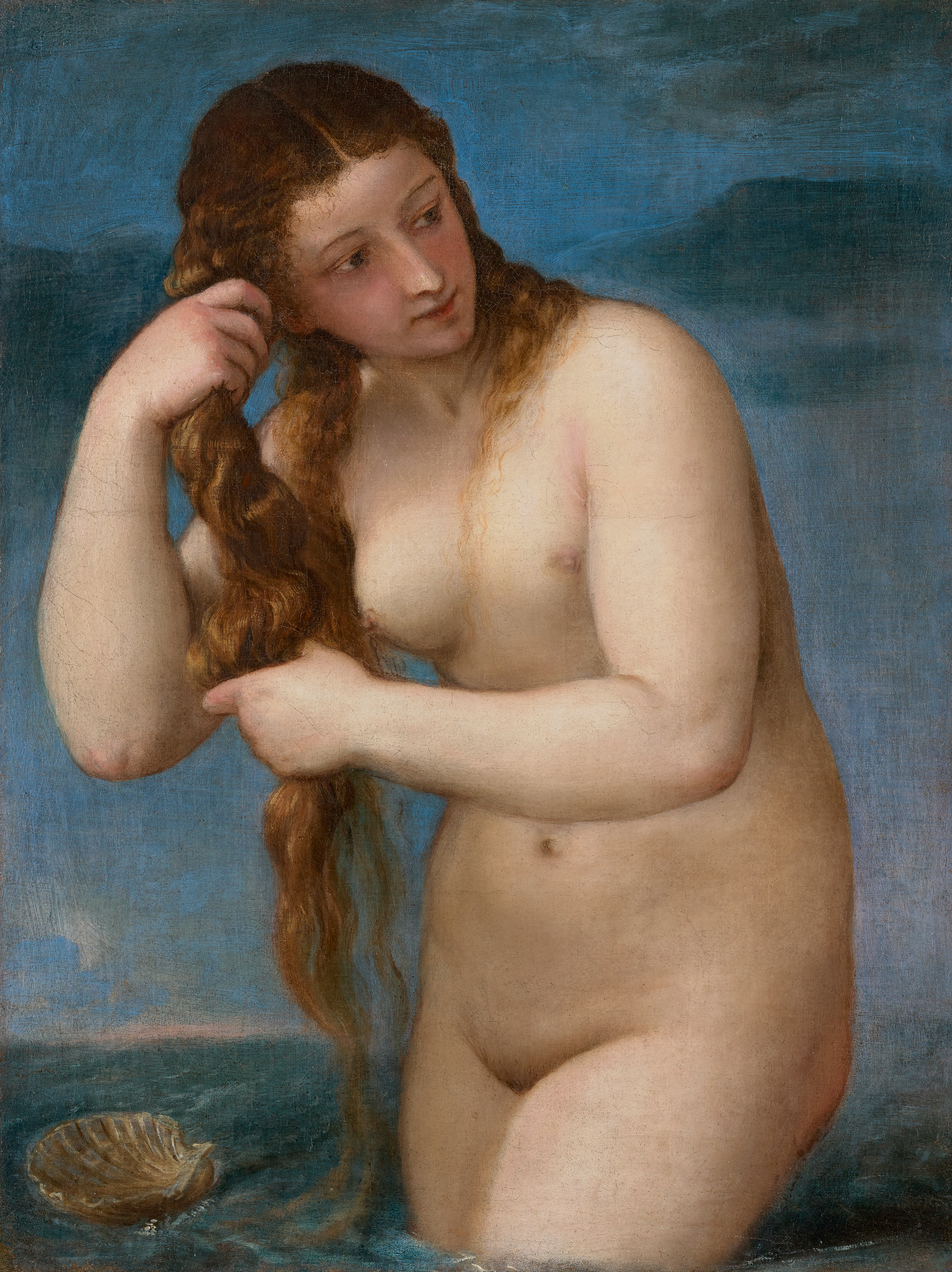
Venuše Anadyomene - Tizian
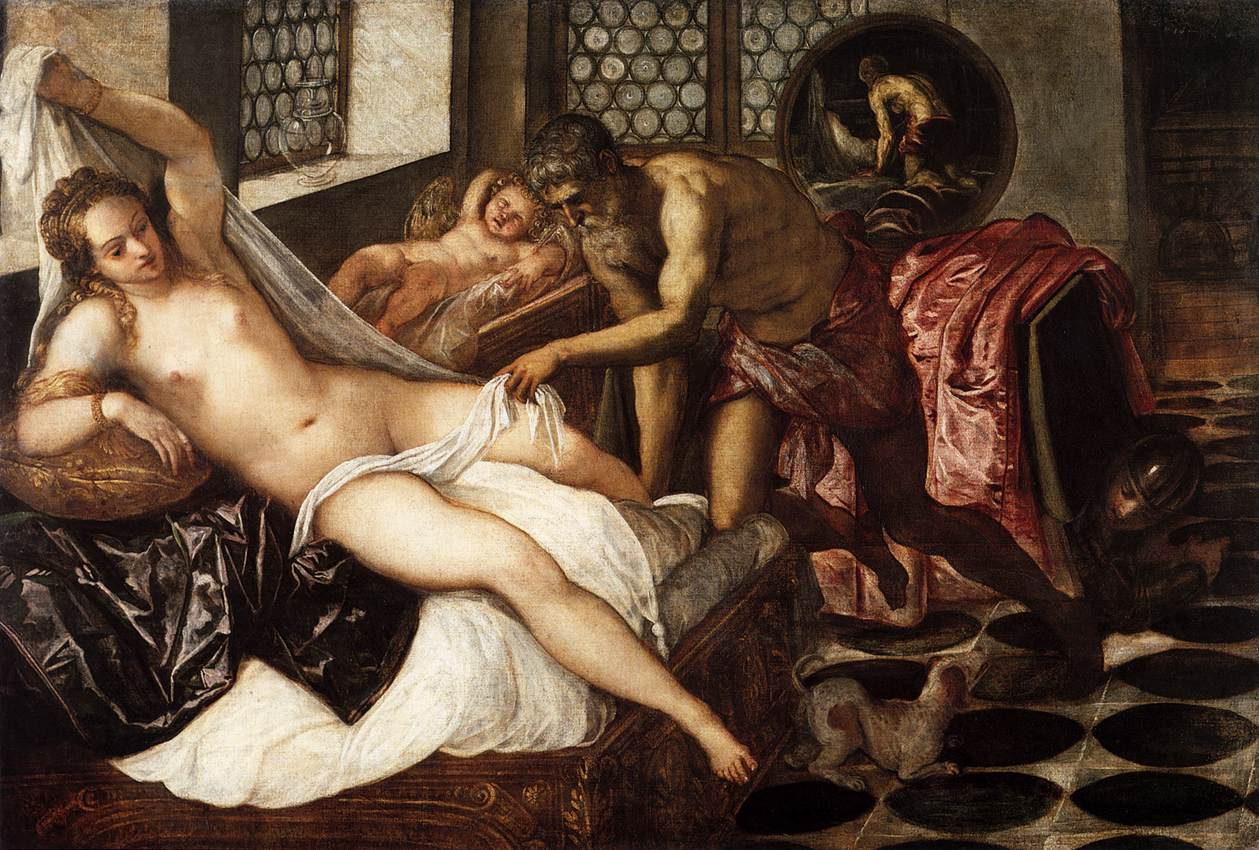
Venuše, Mars a Vulkán - Tintoretto
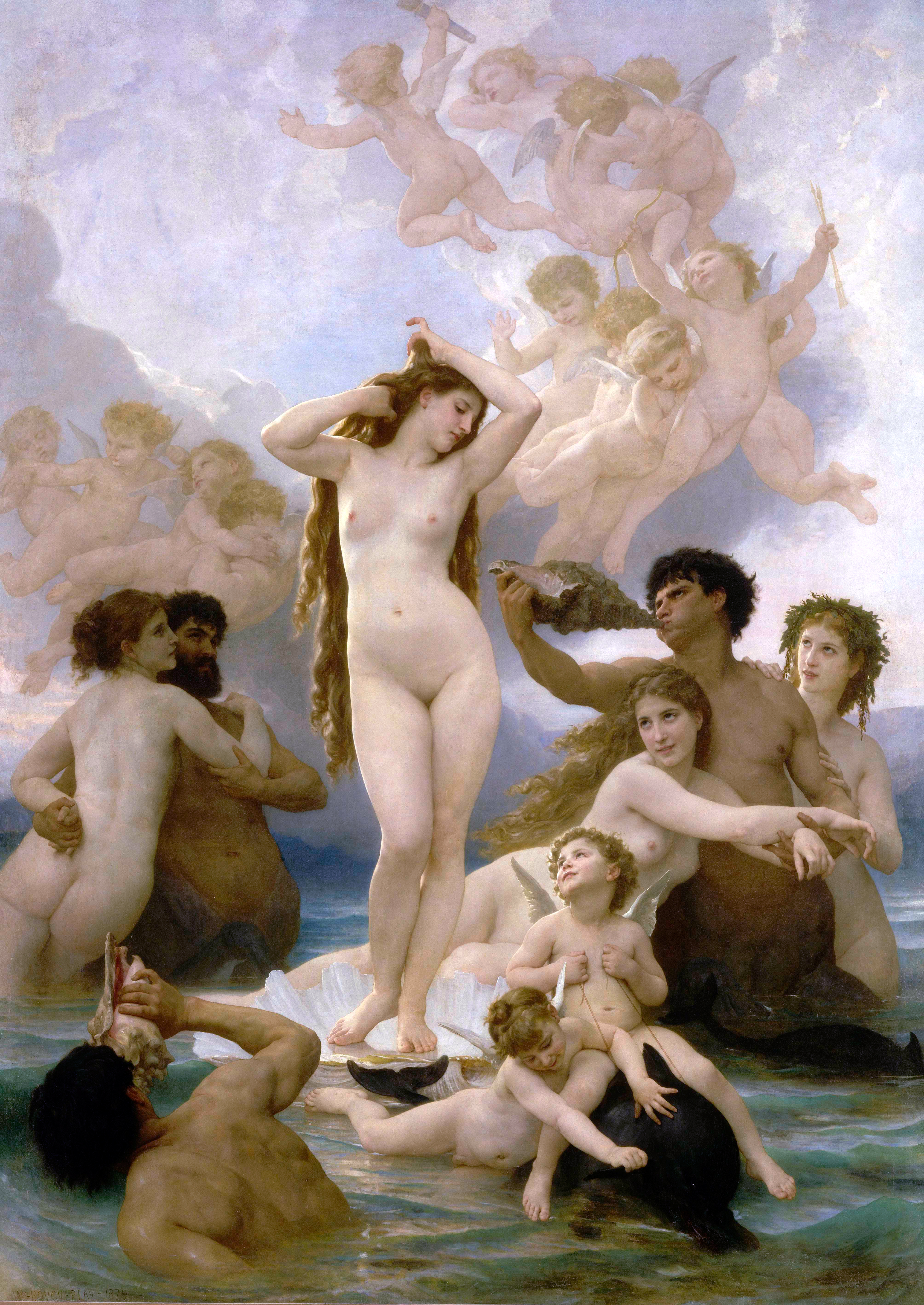
Zrození Venuše - William-Adolphe Bouguereau
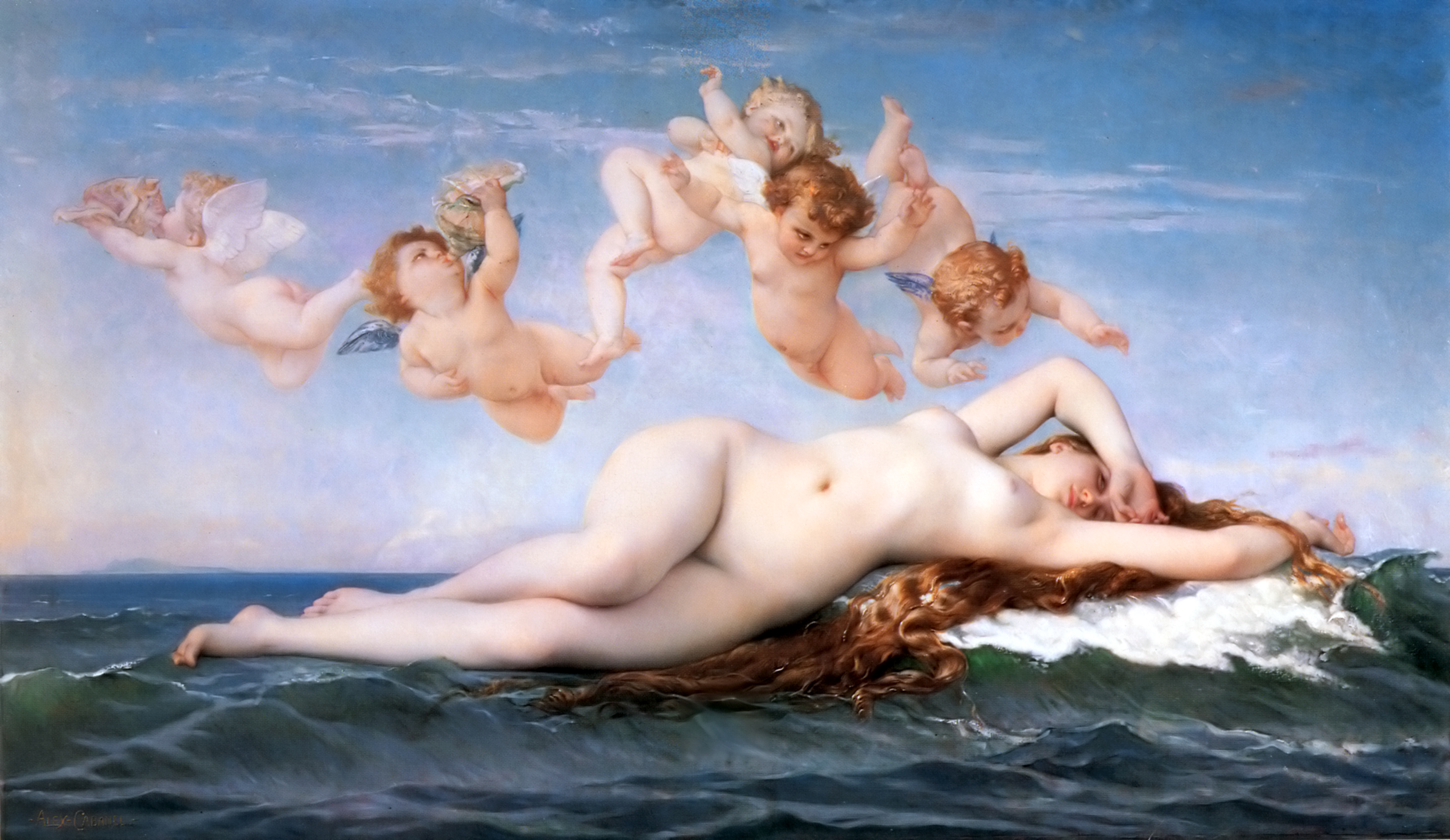
Zrození Venuše - Alexandre Cabanel